# Monster Boy and the Cursed Kingdom
Monster Boy and the Cursed Kingdom es un videojuego de plataformas de 2018 desarrollado por Game Atelier y distribuido por FDG Entertainment. Siendo parte de la serie Wonder Boy, el juego fue lanzado para Nintendo Switch, PlayStation 4 y Xbox One en diciembre de 2018, para Windows en julio de 2019, para Stadia en julio de 2020, PlayStation 5 en diciembre de 2021, y para Xbox Series X/S en agosto de 2022. El juego ha sido bien recibido por los críticos.

## Trama
Un chico llamado Jin descubre a su tío Nabu usando magia para esparcir el caos por el reino, convirtiéndolos a todos en animales, incluyendo a su hermano Zeke. Cuando intenta detener a Nabu, Jin es convertido en un cerdo. Tras oír del mago de la corte del rey, Mysticat, que existe una manera de regresar a todos a la normalidad, Jin se embarca en una búsqueda para recuperar cinco orbes animales por todo el reino. Sin embargo, tras hacer esto, Mysticat le quita los orbes a Jin y los utiliza para abrir la puerta al reino oscuro para su amo Lord Xaros, quien ha estado manipulando a Nabu para que hiciera su voluntad. Luego de aventurarse en el reino oscuro, Jin se enfrenta a Xaros y, con ayuda de sus amigos y los espíritus de los Wonder Boys pasados, logra vencerlo, restaurando al reino a la normalidad.

## Jugabilidad
Monster Boy and the Cursed Kingdom es un juego de aventuras de desplazamiento lateral, donde el jugador controla a Jin luchando contra los enemigos y resolviendo puzles para progresar por la historia. De forma similar al juego de Master System de 1989, Wonder Boy III: The Dragon's Trap, Jin obtendrá cinco formas animales diferentes a lo largo del juego, y una vez obtenidas podrá alternar entre ellas a voluntad. Estas incluyen un cerdo que puede olfatear objetos escondidos y pistas; una serpiente que puede escupir veneno, escalar paredes y entrar en lugares pequeños; una rana que puede nadar, usar su lengua para columpiarse por aros y llevar ítems; un león que puede correr y romper bloques; y un dragón que puede volar y escupir proyectiles de fuego. La forma humana de Jin puede teletransportarse y pasar por obstáculos. Además de estas formas, los jugadores pueden obtener armas y armaduras de las tiendas, muchas de las cuales ofrecen habilidades únicas y pueden ser mejoradas al encontrar gemas. También existen varios hechizos mágicos que pueden ser usados por Jin en cualquiera de sus formas, incluyendo la forma humana. Los enemigos vencidos podrán soltar ítems, corazones o recursos mágicos.
La exploración se asemeja a los títulos del tipo Metroidvania, donde el jugador explora áreas interconectadas que requieren de ciertas habilidades para ser accedidas. En el transcurso del juego, el jugador tendrá acceso a teleportadores que le permitirán moverse rápidamente entre las áreas. La exploración suele recompensar a los jugadores con mejoras mágicas, incrementos de puntos de salud, y partes de una armadura dorada legendaria que, al ser juntadas, podrán ser forjadas por un herrero.
El juego utiliza un sistema de autoguardado al pasar por los altares de guardado, los cuales tienen dos variaciones: el altar normal, y el altar angelical, que restaura la salud de Jin por completo. Morir no tiene ninguna penalización, y el jugador podrá regresar al último punto de control sin perder progreso; se retendrán ítems y monedas que se hayan recolectado.
El juego también cuenta con un mapa que proporciona información acerca de varias áreas, y también muestra lugares que el jugador debe visitar en ese momento. El mapa crecerá y añadirá nuevas imágenes a medida que el jugador avance el juego.

## Desarrollo
Monster Boy fue creado originalmente por el estudio con sede en París, Game Atelier, como un proyecto planeado para Kickstarter titulado Flying Hamster II: Knight of the Golden Seed, una secuela de Flying Hamster de 2010. El Kickstarter fue cancelado y se anunció una colaboración con FDG Entertainment. Después de un año de silencio, Game Atelier reveló que se asociaron con LAT Corp para incorporar al título de manera oficial a la serie Wonder Boy. Como la marca se encontraba separada del resto de la IP, se eligió un nuevo título, combinando Monster World con Wonder Boy: Monster Boy and the Wizard of Booze. El juego fue retitulado posteriormente como Monster Boy and the Cursed Kingdom, debido a las críticas al subtítulo anterior que referenciaba al alcohol.
El juego fue desarrollado en colaboración con el creador de la serie Wonder Boy, Ryuichi Nishizawa, quien también apoyó al remake de DotEmu y Lizardcube de Wonder Boy III: The Dragon's Trap. La banda sonora del juego fue compuesta por Yuzo Koshiro, Motoi Sakuraba, Michiru Yamane, Keiki Kobayashi y Takeshi Yanagawa, con el tema principal interpretado por Haruka Shimotsuki. Además de la partitura original, se incluyó música arreglada por Shinichi Sakamoto de entregas pasadas de la serie. La creación de la banda sonora llevó dos años, con más de 40 pistas incluidas en el juego.
Aunque se haya planeado originalmente el uso de animación basada en movimiento para los sprites de los personajes, los desarrolladores anunciaron en octubre de 2017 que cambiarían a sprites animados a mano.

## Lanzamiento
En febrero de 2018, FDG Entertainment anunció que se unieron a Sega para el lanzamiento de las versiones de Nintendo Switch y PlayStation 4 como copias físicas en Norteamérica, al mismo tiempo que el lanzamiento digital en todas las plataformas. Estuvo planeado para ser lanzado mundialmente el 6 de noviembre de 2018, pero, debido a ciertas «dificultades imprevistas» con respecto a la producción de copias físicas, FDG Entertainment reprogramó el lanzamiento del juego para el 4 de diciembre de 2018. Sin embargo, solo las versiones de consola fueron lanzadas en aquella fecha debido al contrato de distribución de los desarrolladores que les exigía terminar solo aquellas versiones a tiempo, mientras que la versión de Windows fue lanzada el 25 de julio de 2019.
Las versiones de PlayStation 5 y Xbox Series X/S de Monster Boy and the Cursed Kingdom fueron anunciadas en septiembre de 2020. Estas versiones admiten una mejora gratuita para los dueños del juego, y ofrecen una resolución nativa a 4K hasta 120 fotogramas por segundo. La versión de PlayStation 5 fue lanzada el 2 de diciembre de 2021, y la versión de Xbox Series X/S fue lanzada el 2 de agosto de 2022.
Arc System Works lanzó el juego en Japón el 6 de agosto de 2020.

## Recepción
El juego vendió 50.000 copias a la semana de su lanzamiento en consolas. En enero de 2019, FDG Entertainment anunció que la versión de Switch vendió ocho veces más copias que las versiones de PlayStation 4 y Xbox One combinadas.
Fue recibido generalmente bien por los críticos, quienes alabaron su estilo retro y sus dibujos hechos a mano, y recibió un puntaje de 86 en Metacritic. NintendoLife señaló las similitudes con Wonder Boy, llamándolo una «secuela en todo menos el nombre». La revista lo señaló después como uno de los mejores juegos metroidvania en la Nintendo Switch.